# Ramon de Plegamans
Ramon de Plegamans va ser el cavaller més important de la família Plegamans i el que donà major prestigi a aquest llinatge. Aquesta família va ser propietària del castell de Plegamans i va fundar el poble de Plegamans. Entre els familiars també destaquen Marimon de Plegamans, Guillem de Plegamans i Bernat de Plegamans.

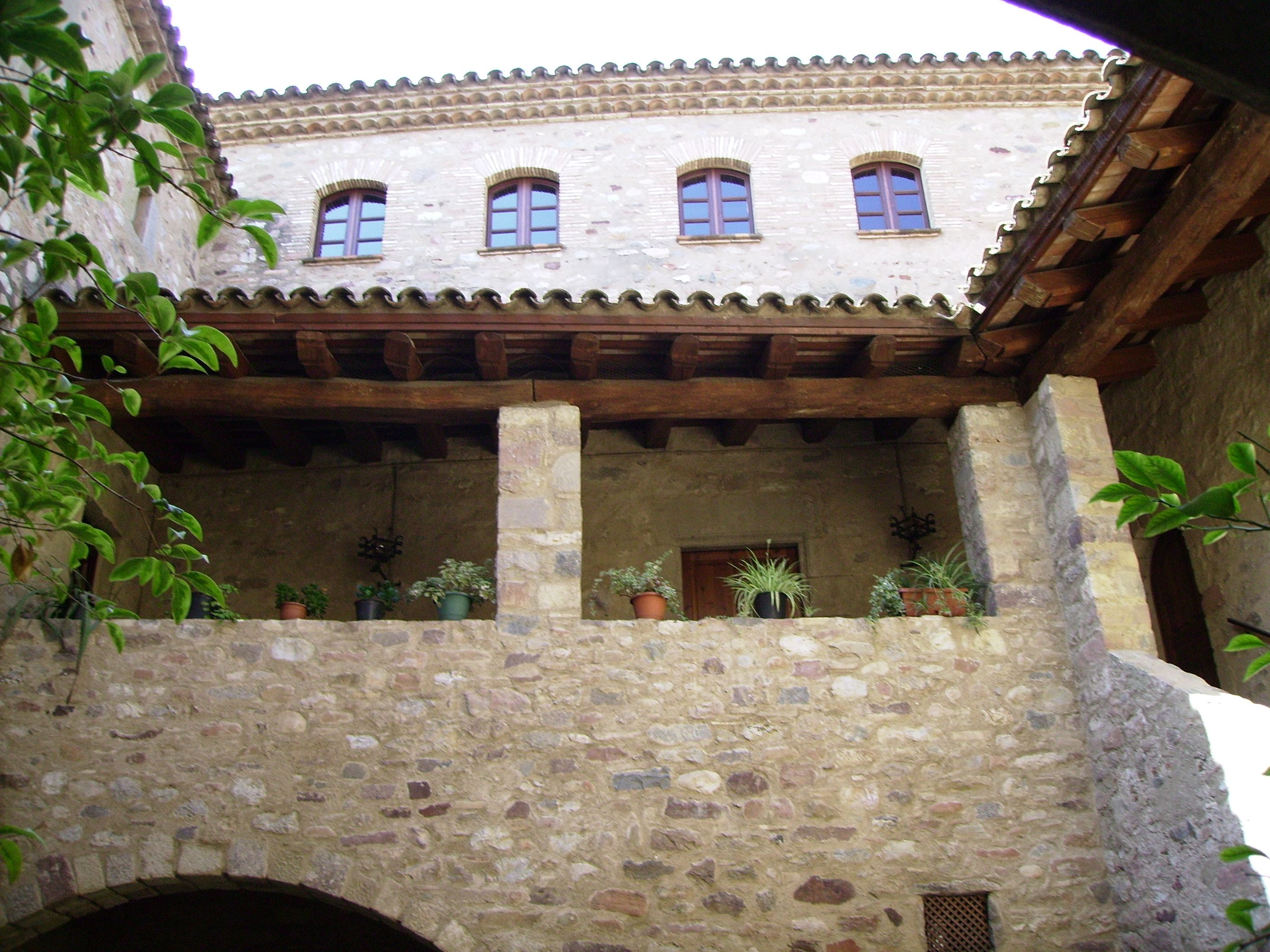
Pati d'armes del Castell de Plegamans

Ramon de Plegamans es feu mereixedor dels més alts càrrecs, ocupà el de veguer i desenvolupà el de lloctinent del rei a Piera, el qual exercí de 1210 fins a 1236. Com a prohom barceloní, en fou de gran estima en col·laborar, en tot el que va ser necessari, i així, fou representant de Barcelona, i aportà la seva clarividència, per tal de preparar degudament l'assemblea de Pau i Treva de Tortosa que l'any 1225 s'hi va celebrar, motivada per l'atac a Peníscola.
En 1225, Ramon de Plegamans va comprar amb data 6 de juny, el castell de Sant Marçal a Cerdanyola del Vallès, venda que efectuà Guillem II de Montcada i de Bearn, vescomte de Bearn i que signà per un valor xifrat en 4.000 masmudines de bon or.
Ramon de Plegamans, personatge d'absoluta confiança del rei Jaume I, fou nomenat procurador per tal de preparar a Salou tot l'estol i proveïments necessaris per l'expedició a Mallorca amb l'objectiu de conquerir l'illa. Empresa que minuciosament preparada en fou l'èxit que n'era d'esperar.
L'any 1229 i a Barcelona, amb total i major concòrdia signaren Ramon de Plegamans, Guillem de Cardona i Guillem de Claramunt l'acord de fundar l'hospital d'en Plegamans, fruit de la inquietud espiritual per ajudar, i que en el Llibre Blanc de Santes Creus, així hi consta.
A partir del segle xiv, el llinatge Plegamans deixa en tot de figurar, entrant en escena altres cognoms per la història, i concretament l'any 1371, consta que un tal Pere de Citrà va comprar la jurisdicció de Plegamans, Gallecs i Palau-Solità i ho feu enregistrar.